# 3mai
3mai (3마이?) è il terzo album in studio del rapper sudcoreano Psy, pubblicato il 18 settembre 2002 dalla LNLT Entertainment.

## Tracce
Testi e musiche di PSY, eccetto dove indicato.
1. Intro (feat. Ray) – 2:34 (testo: PSY, Ray – musica: hanco)
2. 안녕히 (feat. Lee Sun-hee) – 3:24
3. 챔피언 Champion – 3:06 (testo: PSY – musica: PSY, Harold Faltermeyer)
4. 빤빠라 – 3:17
5. 반말합시다 – 3:32 (testo: Yi Jin-seong)
6. 낙원 (feat. Lee Jae-hoon) – 3:40
7. 퀸 (feat. Park Jae-eun) – 3:02
8. 난장 Blues – 3:24
9. 불장난 (feat. Ray) – 2:55 (musica: PSY, Ray)
10. Night – 3:18 (PSY, Yoo Gun-hyung)
11. Bitch (feat. Ray) – 2:11 (testo: Ray – musica: hanco)
12. 바쳐 (feat. Johan) – 3:24 (testo: PSY, Johan)
13. 로얄패밀리 (feat. Kirk & Kim Woo-geun) – 3:23 (testo: PSY, Kirk – musica: Kirk)
14. 안돼요 (feat. Kim Wan-sun) – 4:13 (testo: PSY – musica: hanco)
15. Back to the Psycho World! (Outro) – 2:15 (musica: hanco)